# 德薇·白茜
德薇·白茜（1986年12月16日—），原名德薇·穆莉娅·雅贡（Dewi Muria Agung），是印度尼西亞女歌手、舞者，有部分華人血統。她的藝名中，「白茜」在印度尼西亞語中表「桃」之意，因桃子在漢語中有帶來幸運的含義，她採用此名。她亦有一昵稱Depe，為從其藝名姓名中各取前兩個字母組成。
2008年，她表演時過於「粗俗」的著裝引起爭議，她也被禁止在丹格朗和萬隆兩地演出；當時萬隆市長Dada Rosada稱她這樣的表演「並無資格被稱作文化或藝術」。在她承諾將更為收斂後，青年和體育事務部長Adhyaksa Dault稱她應該因承認錯誤而獲尊重。
在拍攝Arwah Goyang Karawang時，她同另一位女演員茱莉娅·佩雷斯發生爭執，事後兩人都報告了警方。2011年5月，佩雷斯被審判。

### 腳註
1. ↑  KapanLagi.com, Dewi Perssik.
2. ↑  The Jakarta Post 2011, Depe denies illness.
3. 1 2  The Jakarta Post 2008, Minister praises Dewi.
4. ↑  Suwarni 2008, Dangdut singer faces.
5. ↑  The Jakarta Post 2011, Dewi will Give.